# Sipylus auriculatus
Sipylus auriculatus är en insektsart som beskrevs av William D. Funkhouser 1937. Sipylus auriculatus ingår i släktet Sipylus och familjen hornstritar. Inga underarter finns listade i Catalogue of Life.